# Wandelroute GR126
Wandelroute GR126 is een GR-pad van Mariekerke via Brussel tot aan de Semois. Het pad is in totaal 236 kilometer lang. De route loopt langs Brussel - Namen - Dinant - Houyet - Membre.
In 2017 werd de route doorgetrokken naar Vlaanderen tot in Mariekerke, waar hij aansluit op Wandelroute GR5A. 

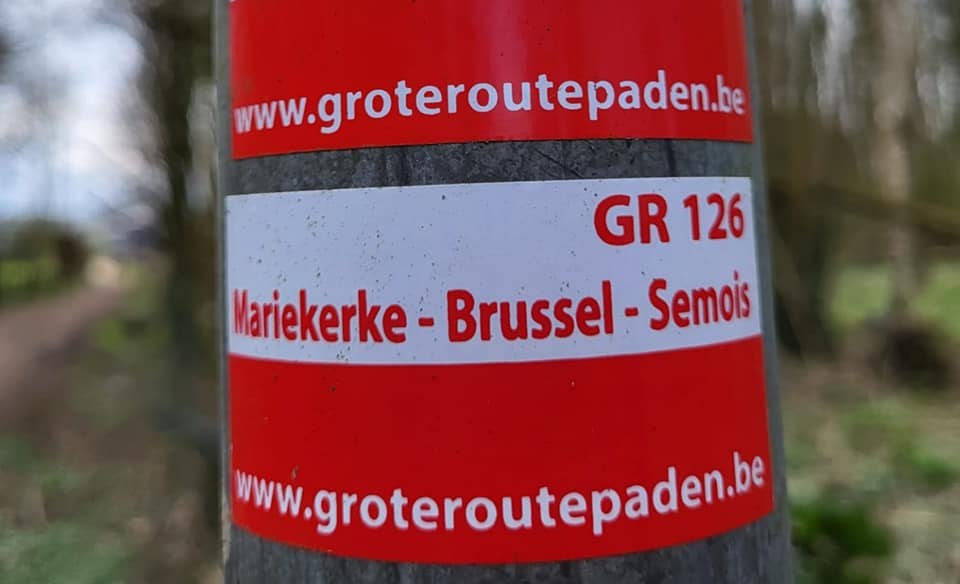
Markering
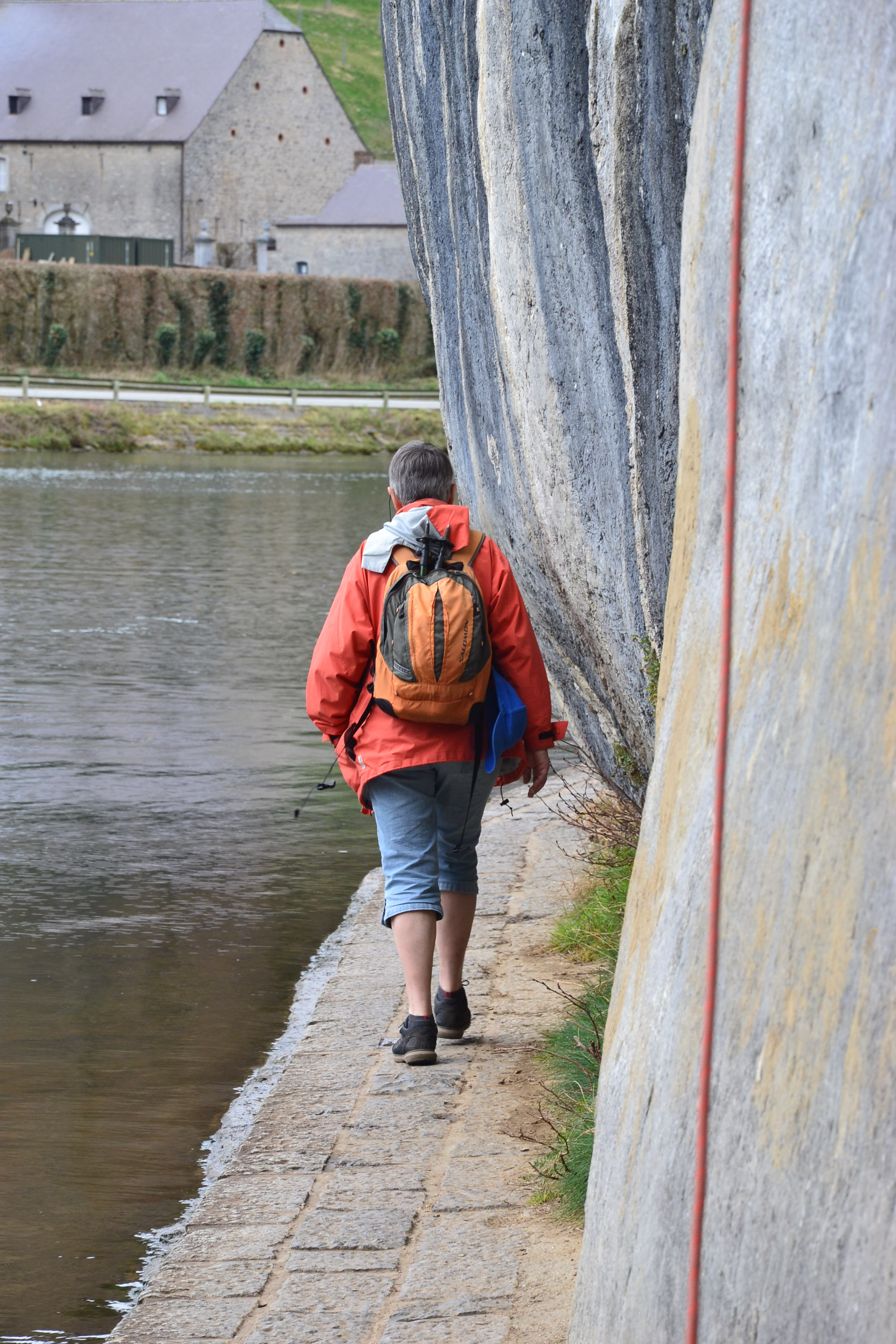
(Zeer) smalle doorgang tegenover kasteel Freÿr ten zuiden van Dinant
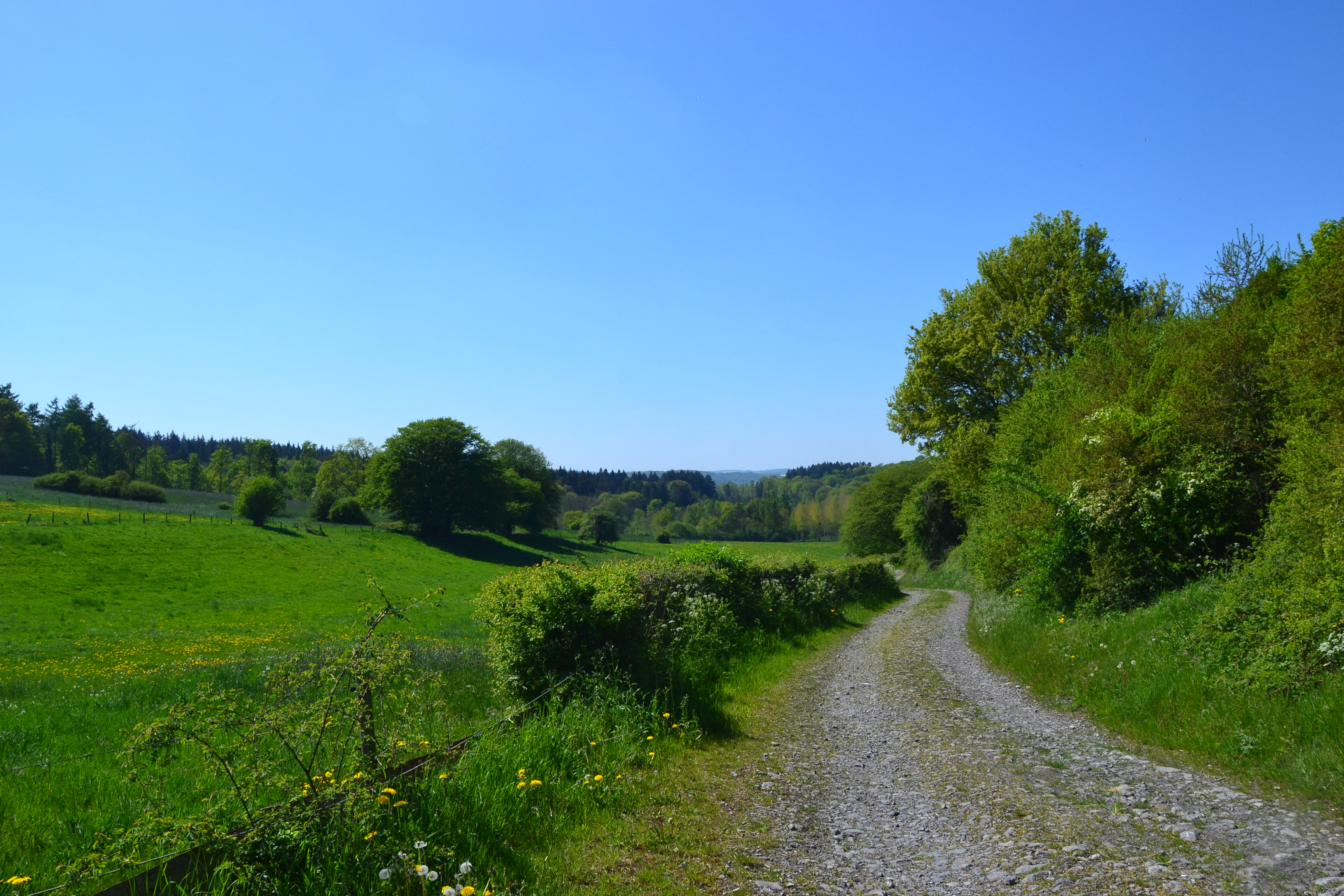
Bij Awagne, nabij Dinant